# Майкл Кіт (математик)
Майкл Кіт (англ. Michael Keith; (нар. 1955) — американський математик, інженер-програміст, автор праць з комбінаторної літератури.
Кіт працював у корпорації Sarnoff Corporation з 1980 по 1990 роки та в корпорації Intel з 1990 по 1998 роки, обидві посади включали роботу в мультимедійному програмному забезпеченні. Він був частиною оригінальної команди в Sarnoff, яка розробила Digital Video Interactive, першу цифрову відеосистему для ПК, а в Intel він був членом групи, яка розробила Indeo, інший стандарт стиснення відео. В результаті цієї роботи Кіт зараховується як винахідник або співавтор 60 патентів США. Станом на  2014 рік він працює дизайнером, розробником та тестувальником програмного забезпечення.
Кіт першим описав первісні числа та число Кіта. Його самовидана книга «Від поліхордів до Пойя: Пригоди в музичній комбінаториці» (From Polychords to Pólya: Adventures in Musical Combinatorics) стосується застосування теореми перерахування Поя до підрахунку та класифікації музичних конструкцій, таких як акорди, гами та ритми.
Кіт написав кілька довгих робіт комбінаторної літератури, таких як Cadaeic Cadenza, історія, в якій кількість букв у послідовних словах прописує перші 3835 цифр числа пі; книга «Не пробудження: Мрія, яка втілює числа π повністю на 10000 знаків після коми» (Not A Wake: A Dream Embodying π's Digits Fully for 10000 Decimals), де аналогічним чином кодуються перші 10 000 цифр пі з текстами, складеними в різних літературних стилях; та книга «Анаграмована Біблія: Прислів'я, Екклезіяство, Пісня про Соломона» (The Anagrammed Bible: Proverbs, Ecclesiastes, Song of Solomon), написана спільно з Річардом Броді, в якій приблизно 95 000 букв оригінального тексту перебудували у сучасну перефразі. Його комбінаторна література та статті з логології є регулярною особливістю Word Ways: Journal of Recreational Linguistics.